# فرقة أغاني العاشقين
فرقة أغاني العاشقين هي فرقة غنائية فلسطينية تأسست عام 1977 في العاصمة السورية دمشق، ولها العديد من الأغاني الوطنية الفلسطينية.

## التاريخ
تأسست عام 1977 في دمشق.
شهدت هذه الفرقة بأغاني من أشعار كبار شعراء فلسطين وعلى رأسهم الشاعر أحمد دحبور والراحل محمود درويش، والراحل توفيق زياد، والراحل سميح القاسم إضافة إلى أبو الصادق صلاح الدين الحسيني، والشهيد نوح إبراهيم، وحسين حمزة والمرحوم الشاعر يوسف الحسون وآخرون. وضع معظم ألحانها الأستاذ الكبير حسين نازك إضافة إلى السيد محمد سعد ذياب، كما لحّن بعض عدد من أغانيها كل من مطيع المصري، محمد هباش.
كانت فرقة العاشقين صوت فلسطين الحر الذي أثبت حقيقة أن الثورة الفلسطينية المعاصرة لم تكن بندقية ثائر فقط بل كانت بُعداً ثقافيا شكّل استثناء تاريخي لهوية شعب لاجئ، روت أغانيها قصة شعب يكافح لنيل الحرية والاستقلال. غنّت فرقة العاشقين في العواصم العربية والشيوعية، وقامت بجولات غنائية في العديد من الدول الأجنبية منها اليونان الولايات المتحدة الأمريكية كندا بريطانيا وغيرها ونالت هذه الفرقة جائزة في مهرجان نانت الفرنسي للفن الشعبي وغيرها من الجوائز التقديرية.
استمرت العاشقين بالعمل لعام 1993م بعد أن أنتجت مجموعة كبيرة من الأغاني واللوحات الفلكلورية ومجموعة ألبومات غنائية.

### إعادة تنشيط الفرقة
في عام 2009 جاءت فكرة إعادة عمل العاشقين من جديد بعدد من الوجوه الجديدة ومن المؤسسين والجيل الأساسي بالفرقة منهم الفنان حسين المنذر والفنان والملحن محمد هباش وشقيقه عازف القانون والمجوز الشهير خالد هباش وأخيرًا قدمت الفرقة ألبوماً غنائيا من أشهر أغانيه أغنية إعلان الدولة - أعلنها يا شعبي من ألحان محمد هباش وكلمات شاعر سوري من اللاذقية هو حسام حنوف ومجموعة أغاني مثل عرجالها ورحلة شعب والقدس والجدار وفلسطينيون نادت علينا وأغنيات خاصة لمخيم اليرموك وغزة بسبب الأزمات التي حصلت وقدمت عشرات الحفلات في كل من سوريا والأردن ولبنان وأوروبا والإمارات والمغرب العربي وجاءت الفرصة للعاشقين لزيارة فلسطين مرتين إلى الضفة الغربية ومرة إلى غزة في الأعوام 2011 و 2012 و 2013
ثم وبسبب الظروف في سوريا وسفر أغلب أعضائها وتشتتها عاودت الفرقة العمل من السويد بتقديم المزيد من الحفلات والإصدارات ومنها أغاني جديدة مثل
شيل سلاحك - ثورة شعب فلسطين
هواك فلسطيني
وتحديث وتطوير بعض الأغاني القديمة بتوزيع وشكل جديد.

## أبرز الأغاني
- ألبوم بأم عيني 1977، من أشهر أغانيه - يا ظلام السجن خيّم، مويل الهوى، اللوز الأخضر ، والله لازرعك بالدار ، ربما، عن إنسان - يا دامع العين والكفين، يحكون في بلادنا
- مغناة سرحان والماسورة 1979
- شريط عن عز الدين القسام 1981
- شريط بيروت 1982م
- ألبوم دلعونا وظريف الطول 1983
- ألبوم طير الغربة 1985
- مغناة الأرض 1987
- ألبوم أطفال الحجارة 1988
- ألبوم مغناة الانتفاضة 1989
- ألبومين للجذور الامتداد للعاشقين ومن أغانيها
- سبل العيون - زغردي يم الجدايل - فلسطين مزيونة -
- البطل نادو عليه - يا رامي الحجار - حجر حجر بيدي حجر - يا صبايا زغردن.....

## وصلات خارجية
- فرقة العاشقين على موقع ميوزك برينز (الإنجليزية)
- فرقة العاشقين على موقع ديسكوغز (الإنجليزية)